# Кућа-легат Љубице Филиповић
Кућа-легат Љубице Филиповић представља непокретно културно добро као споменик културе, одлуком Владе Републике Србије бр. 633-6872/2001-2, од 17. јула 2001. године, Службени гласник РС бр. 46 од 27. јула 2001. године.
Кућа се налази у улици Танаска Рајића бр. 52, подигнута је између два светска рата и представља вредан пример градске архитектуре тога доба. Има наглашен профилисани кровни венац, угаоне пиластре, као и високо приземље са наглашеним кровним надзитком. Кућа је легат сликарке Љубице Филиповић, рођене у Ријеци 1885. године, која је у Крагујевцу живела до своје смрти, 1975. године. Сликала је у духу импресионизма, а иако је последњих година живота била слепа, и тада је неуморно сликала. Кућу у којој је живела, као и сва своја сликарска дела, оставила је Народном музеју у Крагујевцу. Поред својих архитектонских, објекат има и историјуску вредност, с обзиром на чињеницу да је ова велика уметница у њему живела и радила.